# Charles de Courcy
Pour les articles homonymes, voir Courcy.
Charles Henry Charlot de Courcy, né à Passy le 22 août 1834 et mort à Meaux le 12 décembre 1917,, est un auteur dramatique et un journaliste français.
Il est le fils de l'auteur dramatique, poète et chansonnier Frédéric de Courcy (1796-1862).

## Biographie
Journaliste à L'Illustration, ses pièces ont été représentées, entre autres, au Théâtre du Gymnase, au Théâtre de l'Odéon, au Théâtre du Vaudeville et à la Comédie-française.

## Œuvres
- Un merlan en bonne fortune, vaudeville en 1 acte, avec Charles Labie et Varin, 1853
- La Pompadour des Porcherons, vaudeville en 1 acte, avec Labie, 1853
- Entre hommes, pochade en 1 acte, mêlée de couplets, 1858
- Daniel Lambert, drame en 5 actes, en prose, 1860
- Les Histoires du café de Paris, Michel Lévy, 1861
- Le Chemin le plus long, comédie en trois actes, en prose, 1861
- Diane de Valneuil, comédie en 5 actes, en prose, 1862
- La Marieuse, comédie en 2 actes, avec Lambert-Thiboust, 1865
- Les Vieilles Filles, comédie en 5 actes, en prose, 1872
- Andrette, comédie en 1 acte, en prose, 1876
- Mademoiselle Didier, pièce en 4 actes, en prose, avec Nus, 1876
- Madame de Navaret, pièce en 3 actes, avec Eugène Nus, 1881
- Un mari malgré lui, comédie en un acte, avec Nus, 1882
- Toujours !, comédie en 1 acte, 1883
- Une conversion, comédie en 1 acte, en prose, 1890